# Antigua Línea 15 (TUVISA)
La antigua línea 15 de TUVISA de Vitoria servía para subir al Casco Medieval desde el centro.

## Características
Esta línea especial unía los laborables la zona centro con el cercano Casco Medieval, que se encuentra en una pequeña colina. Debido a la estrechez de sus calles, el servicio era ofrecido por un minibús.
La línea dejó de estar en funcionamiento a finales de octubre de 2009, como todas las demás antiguas líneas de TUVISA, cuándo el mapa de transporte urbano en la ciudad fue modificado completamente.
La línea fue sustituida por la Línea especial - Casco Medieval, que realiza el mismo recorrido.

### Frecuencias
| laborables       |        |
| de 8:00 a 12:30  | 30 min |
| de 17:30 a 19:30 | 30 min |

## Recorrido
La línea comenzaba su recorrido en la Calle Paz, desde donde se dirigía a la Calle Independencia, General Álava, Becerro de Bengoa y Cadena y Eleta (Catedral). Desde aquí accedía a la Calle Luis Henitz, Ramiro de Maeztu y Domingo Beltrán. En esta última vía, accedía a la Calle Coronación, donde tras girar a la derecha accedía al Portal de Arriaga. En este punto accedía al Casco Medieval, por el que pasaba por las siguientes calles: Calle Correría, Canton de las Carnicerías, Calle Fray Zacarías Martínez, Plaza de Santa María, Calle Correría, para volver al Portal de Arriaga, desde donde accedía a la Calle Eulogio Serdán y de nuevo a la Calle Coronación. En esta ocasión seguía recto por la Calle San Ignacio, que le llevaba a la Calle Francia para llegar al punto inicial en la Calle Paz.

## Paradas
| KBHFa |

| HST |

| HST |

| HST |

| HST |

| HST |

| HST |

| HST |

| HST |

| HST |

| KBHFe |

| KBHFa |

| HST |

| HST |

| HST |

| HST |

| HST |

| HST |

| HST |

| HST |

| HST |

| KBHFe |

| KBHFa |

| HST |

| HST |

| HST |

| HST |

| HST |

| HST |

| HST |

| HST |

| HST |

| KBHFe |

| KBHFa |

| HST |

| HST |

| HST |

| HST |

| HST |

| HST |

| HST |

| HST |

| HST |

| KBHFe |